# Grupo de Forcados Amadores da Chamusca
O Grupo de Forcados Amadores da Chamusca é um grupo de forcados da vila da Chamusca, no Ribatejo. O Grupo foi fundado a 13 de Julho de 1974.
O actual Cabo, Nuno Marecos, assumiu o comando do Grupo a 7 de Setembro de 2014 após a despedida do anterior Cabo Nuno Marques.

## História
O Cabo fundador foi António Timóteo e a estreia oficial decorreu numa corrida mista noturna realizada em Tomar a 13 de Julho de 1974. Os toiros pertenciam à ganadaria de Herdade do Budial da Rainha, lidados a cavalo por José Mestre Batista e Luís Miguel da Veiga, e na parte apeada por Armando Soares e Óscar Romano. As 4 pegas da noite ficaram a cargo dos estreantes Amadores da Chamusca.
No seu historial o Grupo conta com atuações em Portugal Continental, Açores, Espanha, França e Estados Unidos (Califórnia).

## Rivalidade
Os dois Grupos da Chamusca, Amadores e Aposento, assumem uma rivalidade que, contudo, ao contrário de situações análogas, não os impede de pegarem nas mesmas corridas, em especial na Praça de Toiros local.

## Cabos
- António Timóteo
- Manuel João Valério
- José Ferreira
- Nuno Quito
- Nuno Marques
- Nuno Marecos (2014–presente)